# Црква Свете Богородице у Средској (Пејчићи)
Црква Свете Богородице у Средској (Пејчићи), месту у општини Призрен, вероватно је подигнута тек коју годину пре живописања 1646/1647. године и највећа али и најмлађа у скупини цркава Средачке жупе. Представља непокретно културно добро као споменик културе од изузетног значаја.
Црква је на око километар од села Средска испод самих врхова Ошљака на изузетно живописном месту познатом као Калуђере. Из црквене порте пуца поглед на све стране – види се скоро цела Средачка котлина избраздана многим долинама и опкољена шарпланинским врховима. По предању сачуваном у народу средачких села ова црква је прелетела из суседног села Горње Љубиње на потез зван Калуђере.

## Изглед
Црква је једнобродан, полуобличасто засведен храм, са споља плитком тространом олтарском апсидом која у унутрашњости има облик нише, вероватно је подигнут тек коју годину пре живописања. Настао је прилозима великог броја мештана чија су имена наведена у ктиторском фреско-натпису. 
Црква је квалитенто грађена од шупљикавог метаморфисаног камена-брече. Покривена је двосливним кровом од великих камених плоча које су донесене из горњољубинског каменолома. Оргинални под је такође поплочан овим плочама дебљине од 3 – 4 цм, које су од шарпланинског кристаластог шкриљца. 
Црква је живописана 1646/7. године прилозима великог броја мештана чија су имена наведена у ктиторском фреско – натпису. Добро сачувани живопис обухвата зоне стојећих фигура, попрсја светитеља у медаљонима, међу којима се истичу Свети Сава и Свети Симеон Мироточиви, у два засебна појаса распоређене композиције из циклуса Страдања и Великих празника, као и стандардну декорацију олтарских и сводних површина. Импозантна је и композиција Успења Богородице која доминира на западном зиду храма. Живопис је богат обимом сцена и садржаја. Колористички сведене гаме, израженог цртежа, сликарство ове цркве пре је илустративно но што се може говорити о његовим уметничким дометима.
Почетком XX века пред црквом са њене западне стране дозидан је спратни звоник који је у приземном делу преузео функцију припрате, а у спратном делу улогу мале просторије потребне за окупљање верника за време црквених празника. Звоник су зидали градитељи из рода Јакшића, док су столарске радове радили мајстори из рода Гаџића који су и „донели” светлоплаву боју којом су на медитерански начин оживели столарију звонариних прозора и врата. И након извршене доградње на архитектури у унутрашњости је у потпуности сачувана првобитна обрада и није као у осталим храмовима порушен западни зид ради повезивања са простором звоника. У цркви се налазе оргинални делови намештаја од буковог и ораховог дрвета-конструкција иконостаса, царских двери и масивних улазних врата. Уз цркву са њене североисточне стране налазило се горостасно култно стабло ораха чији је пречник дебла био већи од 5 метара. Током XX века, тачније 1930. године стабло је посечено и од његовог дрвета урађен је намештај за канцеларији краља Александра Карађорђевића.
[[Датотека:|мини|Fresco, Mocking of Christ]]
- Западна страна цркве
- Успење Пресвете Богородице
- Свети Јован Златоусти и анђео
- Ругање Христу
- Свети Петар се одриче Христа
- Визија Светог Петра Александријског